# 井戸峠
井戸峠（いどとうげ）は、京都府京都市右京区にある主要地方道上の峠である。

## 概要
標高430mの京都府京都市右京区京北上弓削町と同区京北井戸町を隔てる峠である。京都府道61号京都京北線上に位置している。古来からその名が良く知られていた峠であり。落ち武者がこの峠を越えて、山の奥の初川集落に逃げ込んで生活していたとの伝説が残っている。

## 道路状況
車両の通行が可能な峠である。峠から麓までアスファルトで舗装されており、道幅も1.8車線程度、狭窄しても1.5車線程度までにしかならないので、普通車同士の離合も十分可能である。勾配はそれほど急ではないが、ブラインドカーブは多い。冬季通行止めにならない路線上にあるので積雪時にも通行は可能だが、雪により道幅は狭まることはある。

## 隣接する峠
- 狭間峠

## 峠へのアクセス
- 大津市より
  - 国道477号 - 京都府道61号 - 井戸峠 - 国道162号
- 京都市中心部より
  - 国道162号 - 京都府道61号 - 井戸峠 - 国道477号